# Dertu
Dertu ist ein Ort im Garissa County in Kenia, etwa 140 km westlich von der Grenze zu Somalia. Er hat im August 2006 schätzungsweise 5.206 Einwohner, die mehrheitlich dem Aulihan-Ogadeni-Darod-Clan der Somali angehören. Dertu wurde als eines von zwölf „Millenniumsdörfern“ in Afrika ausgewählt, in denen die Millenniumsziele der Vereinten Nationen beispielhaft umgesetzt werden sollen.
Der Ort liegt in einem flachen Gebiet auf etwa 150–300 Meter über Meer im Becken des Ewaso-Nyiro-Flusses. Das Klima ist arid mit einer Niederschlagsmenge von rund 350 mm/Jahr, wobei letztere stark variiert und es alle paar Jahre zu Dürren oder aber zu Überschwemmungen kommt. (Nomadische) Viehzucht ist die vorherrschende Lebensgrundlage, wobei der durchschnittliche Viehzüchter acht Kamele oder Rinder und 39 Ziegen oder Schafe hält. In der Regenzeit wird das Vieh auf in der näheren Umgebung geweidet, in der Trockenzeit bis zu Hunderte Kilometer weit weg. Ferner gibt es Handelstätigkeit in kleinem Maßstab. Aufgrund von Dürre, Überschwemmungen, Überweidung und Seuchen bei Menschen und Vieh war lange ein Großteil der Bevölkerung auf Nahrungsmittelhilfe angewiesen. Der einzige Gesundheitsposten in Dertu gilt als ungenügend ausgestattet, ebenso wie die Primarschule mit sechs Lehrern, von denen fünf von der Regierung und einer von der Gemeinde bezahlt sind. Die Alphabetisierungsrate liegt bei schätzungsweise 17 % für Männer und 8 % für Frauen, bei den nomadischen Viehhaltern möglicherweise bei nur 5 %. Die Kinderzahl liegt bei durchschnittlich neun pro Frau, viele Männer haben drei Ehefrauen. Nahezu alle Mädchen werden, meist im Alter von sechs Jahren, beschnitten. Es gibt Konflikte mit anderen Clans in der Umgebung.
Im Rahmen des Millenniumsdorf-Projekts wurden bislang der Gesundheitsposten ausgebaut, Tabletten zur Wasserreinigung und 2.890 Moskitonetze verteilt, Latrinen errichtet, Impfaktionen für das Vieh durchgeführt, der bewässerte Anbau von trockenheitstolerantem früh reifendem Mais, Sorghum, Sesam, Zwiebeln und Kuhbohnen propagiert, der Schulbesuch von Mädchen gefördert und Schuleinrichtungen für Nomadenkinder gebaut.